# والتر سبينس
والتر سبينس (بالإنجليزية: Walter Spence) هو سباح أمريكي وكندي وغياني، ولد في 3 مارس 1901 في ليندن في غيانا، وتوفي في 16 أكتوبر 1958 في وايت بلينس في الولايات المتحدة.

## وصلات خارجية
- والتر سبينس على موقع الاتحاد الدولي للسباحة (الإنجليزية)
- والتر سبينس على موقع اللجنة الأولمبية الدولية (الإنجليزية)
- والتر سبينس على موقع أوليمبيديا (الإنجليزية)
- والتر سبينس على موقع اللجنة الأولمبية الكندية (الإنجليزية)